# Sokogunung
Sokogunung is een bestuurslaag in het regentschap Tuban van de provincie Oost-Java, Indonesië. Sokogunung telt 2812 inwoners (volkstelling 2010).